# 滑火山
滑火山（英語：Volcano boarding，又稱火山滑板衝沙）是一項在尼加拉瓜的塞羅內格羅火山斜坡上進行的極限運動，被美國有線電視新聞網列為「死前必做的50件事」之一，遊客需要從火山腳下前往山頂，穿搭好防護裝備後坐上特製的木製滑板從山頂往下方俯衝，這項運動也在印度尼西亞布羅莫火山、瓦努阿圖塔納島亞蘇爾火山進行。